# Scalair
Een scalair of scalar, meervoud scalairen resp. scalars (Latijn: scala = trap, ladder) duidt in de ruimste zin op een gewoon getal, of een grootheid die wordt uitgedrukt in een getal en een eenheid. Dit in tegenstelling tot een vector, die ook een richting heeft. In Nederland wordt een scalaire grootheid gewoonlijk een scalar genoemd (niet een scalair), zowel in de schoolboeken als in examenprogramma's.
In de natuurkundige betekenis is een coördinaat van een vector geen scalair, althans geen scalaire grootheid.

## Wiskunde
In de lineaire algebra is er sprake van scalairen binnen vectorruimten. Een vectorruimte wordt gedefinieerd over een lichaam (Ned) / veld (Be) {\displaystyle K}, waarvan de elementen scalairen heten. Vaak is dit lichaam/veld {\displaystyle \mathbb {R} } of {\displaystyle \mathbb {C} }, de scalairen zijn dan respectievelijk reële of complexe getallen.
Vectoren kunnen vermenigvuldigd worden met dergelijke scalairen via de scalaire vermenigvuldiging, het resultaat is dan opnieuw een vector. Indien er een scalair product gedefinieerd is op de vectorruimte {\displaystyle V}, dan kunnen vectoren onderling vermenigvuldigd worden, met als resultaat een scalair.
Een speciale tensor, namelijk een (0,0)-tensor, is in feite een scalair .

## Fysica
In de fysica spreekt men van een scalaire grootheid als de grootheid geen specifieke richting heeft en niet afhangt van de keuze van het coördinatenstelsel. In veel gevallen betreft het een reëel getal, met eenheid.
Zowel in de speciale relativiteitstheorie (SR) als in de algemene relativiteitstheorie hangt een scalair strikt genomen niet af van de keuze van het coördinatenstelsel in de ruimtetijd. Zo'n scalair heet een (0,0)-tensor in de ruimtetijd. In iets minder strikte zin wordt met een scalair in de covariante mechanica een grootheid bedoeld die lorentzinvariant is (lorentzscalair).

### Voorbeelden
Voorbeelden van scalaire grootheden in de natuurkunde zijn:
- energie (dus ook de kinetische energie van een bewegende massa) - niet in SR-zin
- temperatuur in een punt
- de massa van een object
- de elektrische lading (elektrische stroom is een vector)
- tijd - niet in SR-zin
- luchtdruk

De snelheid {\displaystyle {\vec {v}}} is geen scalair maar een vector. Een snelheid heeft immers zowel een grootte als een richting. De absolute waarde {\displaystyle v=|{\vec {v}}|} is wel een scalair, deze heeft geen richting.
In SR-zin is de grootte {\displaystyle v} geen scalair, want {\displaystyle v} is afhankelijk van de snelheid van de observator. Het tijdruimteinterval {\displaystyle t^{2}-x^{2}} is wel een scalair.

## Notatie
Een scalaire variabele wordt genoteerd zonder speciale nadruk, als gewone letter. Dit in tegenstelling tot een vector, die soms vet gedrukt wordt en/of met een pijltje erboven.

## Etymologie
Het woord scalar is een afleiding van het Engelse woord scale (schaal, oftewel een reeks getallen), dat op zijn beurt is afgeleid van het Latijnse woord scala dat ladder betekent.
Volgens de Oxford English Dictionary werd het woord voor het eerst gebruikt in 1846, door W. R. Hamilton. Hij had het over het reële deel van quaternion:

The algebraically real part may receive, according to the question in which it occurs, all values contained on the one scale of progression of numbers from negative to positive infinity; we shall call it therefore the scalar part.